# Saint-Pierremont (Ardenas)
 Saint-Pierremont  es una población y comuna francesa, en la región de Champaña-Ardenas, departamento de Ardenas, en el distrito de Vouziers y cantón de Buzancy.
Está integrada en la Communauté de communes de l'Argonne Ardennaise.

## Demografía
| 515 | 539 | 567 | 560 | 537 | 556 | 551 | 587 | lac. | lac. | 510 | 433 | 413 | 426 | 438 | 450 | 406 | 348 | 320 | 290 | 223 | 223 | 216 | 211 | 176 | 206 | 181 | 148 | 114 | 114 | 100 | 112 | 97 |
| Para los censos de 1962 a 1999 la población legal corresponde a la población sin duplicidades (Fuente: INSEE [Consultar]) |     |     |     |     |     |     |     |      |      |     |     |     |     |     |     |     |     |     |     |     |     |     |     |     |     |     |     |     |     |     |     |    |